# Frederick (rivier)
De Frederick is een rivier die door de regio's Pilbara en Gascoyne in West-Australië stroomt.

## Geschiedenis
De rivier werd in 1866 door ontdekkingsreiziger E.T. Hooley naar Federick Mackie Roe, zoon van landmeter-generaal John Septimus Roe, vernoemd.

## Geografie
De Frederick ontstaat in de Kennedy Range en stroomt 89 kilometer in zuidwestelijke richting. De rivier mondt uit in de rivier Lyons en wordt onderweg onder meer door de Mulga Wash en de Peedawarra Creek gevoed.